# 陈式刚
陈式刚（1935年—），浙江温州人，中国理论物理学家，长期从事基础理论研究和核武器理论研究与设计。

## 生平
他先后培养了17位博士，现担任北京应用物理与计算数学研究所研究员。2001年当选为中国科学院院士。